# Nigeria na Mistrzostwach Świata w Lekkoatletyce 2013
Nigeria na Mistrzostwach Świata w Lekkoatletyce 2013 – reprezentacja Nigerii podczas czempionatu w Moskwie liczyła 17 zawodników.

## Występy reprezentantów Nigerii

### Mężczyźni

#### Konkurencje biegowe
| Konkurencja        | Zawodnik                                                                   | Eliminacje | Eliminacje | Półfinał | Półfinał | Finał    | Finał   |
| Konkurencja        | Zawodnik                                                                   | Rezultat   | Pozycja    | Rezultat | Pozycja  | Rezultat | Pozycja |
| ------------------ | -------------------------------------------------------------------------- | ---------- | ---------- | -------- | -------- | -------- | ------- |
| Bieg na 100 m      | Ogho-Oghene Egwero                                                         | 10,26      | 27.        | NQ       | NQ       | NQ       | NQ      |
| Sztafeta 4 × 400 m | Noah Akwu Gerald Oghenemega Odeka Tobi Ogunmola Abiola Onakoya Isah Salihu | 3:04,52    | 18.        | —        | —        | NQ       | NQ      |

#### Konkurencje techniczne
| Konkurencja | Zawodnik  | Eliminacje | Eliminacje | Finał    | Finał   |
| Konkurencja | Zawodnik  | Rezultat   | Pozycja    | Rezultat | Pozycja |
| ----------- | --------- | ---------- | ---------- | -------- | ------- |
| Trójskok    | Tosin Oke | DNS        | DNS        | NQ       | NQ      |

### Kobiety

#### Konkurencje biegowe
| Konkurencja                | Zawodnik                                                             | Eliminacje   | Eliminacje | Półfinał   | Półfinał | Finał    | Finał   |
| Konkurencja                | Zawodnik                                                             | Rezultat     | Pozycja    | Rezultat   | Pozycja  | Rezultat | Pozycja |
| -------------------------- | -------------------------------------------------------------------- | ------------ | ---------- | ---------- | -------- | -------- | ------- |
| Bieg na 100 m              | Gloria Asumnu                                                        | 11,27 (SB)   | 15. Q      | 11,44      | 23.      | NQ       | NQ      |
| Bieg na 100 m              | Stephanie Kalu                                                       | 11,67        | 34.        | NQ         | NQ       | NQ       | NQ      |
| Bieg na 100 m              | Blessing Okagbare                                                    | 11,03        | 3. Q       | 11,08      | 7. Q     | 11,04    | 6.      |
| Bieg na 200 m              | Blessing Okagbare                                                    | 22,79        | 8. Q       | 22,39      | 2. Q     | 22,32    | brąz    |
| Bieg na 400 m              | Regina George                                                        | 51,01        | 8. Q       | 50,84 (PB) | 10.      | NQ       | NQ      |
| Bieg na 400 m              | Omolara Omotoso                                                      | 51,98        | 17. Q      | 52,38      | 21.      | NQ       | NQ      |
| Bieg na 400 m przez płotki | Muizat Ajoke Odumosu                                                 | DSQ          | DSQ        | NQ         | NQ       | NQ       | NQ      |
| Bieg na 400 m przez płotki | Ugonna Ndu                                                           | 57,27        | 23.        | NQ         | NQ       | NQ       | NQ      |
| Sztafeta 4 × 100 m         | Blessing Okagbare Gloria Asumnu Stephanie Kalu Alphonsus Peace Uko   | DSQ          | DSQ        | —          | —        | NQ       | NQ      |
| Sztafeta 4 × 400 m         | Bukola Abogunloko Patience Okon George Regina George Omolara Omotoso | 3:27,29 (SB) | 4. Q       | —          | —        | 3:27,57  | 6.      |

#### Konkurencje techniczne
| Konkurencja | Zawodnik          | Eliminacje | Eliminacje | Finał    | Finał   |
| Konkurencja | Zawodnik          | Rezultat   | Pozycja    | Rezultat | Pozycja |
| ----------- | ----------------- | ---------- | ---------- | -------- | ------- |
| Skok w dal  | Blessing Okagbare | 6,83       | 2. Q       | 6,99     | srebro  |